# Jugoslawische Eishockeyliga 1986/87
Die Saison 1986/87 war die 45. Spielzeit der jugoslawischen Eishockeyliga, der höchsten jugoslawischen Eishockeyspielklasse. Meister wurde zum insgesamt 22. Mal in der Vereinsgeschichte der HK Jesenice.

## Endplatzierungen
1. HK Jesenice
2. HK Partizan Belgrad
3. HK Olimpija Ljubljana
4. HK Roter Stern Belgrad
5. HK Bosna Sarajevo
6. HK Kranjska Gora
7. KHL Medveščak Zagreb
8. HK Skopje
9. HK Vojvodina Novi Sad